# Włodzisław, Hạt Sławno
Włodzisław [vwɔˈd͡ʑiswaf] là một khu định cư ở khu hành chính của Gmina Malechowo, thuộc hạt Sławno, West Pomeranian Voivodeship, ở phía tây bắc Ba Lan. Nó nằm khoảng 12 kilômét (7 mi) phía đông nam Malechowo, 16 km (10 mi) phía nam Sławno và 163 km (101 mi) về phía đông bắc của thủ đô khu vực Szczecin.
Trước năm 1945, khu vực này là một phần của Đức. Đối với lịch sử của khu vực, xem Lịch sử của Pomerania.